# Google Повідомлення
Google Повідомлення (раніше відомий як Android Messages) — програма для обміну SMS та RCS, розроблена Google для своїх мобільних операційних систем Android та Wear OS. Також доступна як вебзастосунок.
Google Повідомлення є офіційною універсальною платформою Google для обміну повідомленнями всередині екосистеми Android. Починаючи з 2023 року RCS є активованим за замовчуванням на підтримуваних Android-пристроях, подібно до реалізації iMessage на пристроях Apple.

## Історія
Оригінальне базове кодування програм для SMS було інтегровано в систему Android у 2009 році. Із випуском Android 5.0 Lollipop в 2014 році Android Messages було випущено як окрему, незалежну від Android програму при цьому замінюючи Google Hangouts як SMS-програму за замовчуванням на лінійці телефонів Google Nexus.
У 2018 році Google перейняла RCS-повідомлення і вбудувала їх в застосунок повідомлень для надсилання більших файлів даних, синхронізації з іншими програмами та навіть створення масових повідомлень. Це було підготовкою до запуску вебверсії повідомлень.
У грудні 2019 року компанія Google запровадила підтримку обміну повідомленнями RCS у США, Великій Британії, Франції та Мексиці. Після цього було здійснено більш широке впровадження під час пандемії COVID-19 до Італії, Сінгапуру, Португалії, Аргентини, Пакистану, Польщі та Туреччини, а в листопаді 2020 року Google оголосила, що завершила своє глобальне розгортання функцій обміну повідомленнями RCS.
У квітні 2020 року додаток перевищив 1 мільярд встановлень удвічі збільшивши кількість встановлень менше ніж за рік.
Спочатку додаток не підтримував наскрізне шифрування, але в листопаді 2020 року Google оголосила, що наскрізне шифрування розповсюджуватиметься для користувачів, починаючи з бета-тестерів цього місяця. Згідно з анонсом, усі розмови на основі RCS між користувачами Повідомлень будуть наскрізно зашифровані за замовчуванням за допомогою протоколу Signal, починаючи з розмов один на один.

## Особливості
Додаток підтримує Rich Communication Services, використовуючи сервери Jibe, які використовують Універсальний профіль RCS. Для споживачів функцію було названо «функції чату». Він також має інтеграцію з програмою для відеодзвінків Google Duo. Повідомлення також доступні як вебзастосунок, що дозволяє надсилати та отримувати повідомлення через Інтернет, але вимагає підключення телефону до Інтернету. Повідомлення для Інтернету також мають інтеграцію з Google Duo.